# Không gian xác suất
Trong toán học, không gian xác suất là nền tảng của lý thuyết xác suất.

## Định nghĩa
Một không gian xác suất (Ω, F, P) là một không gian được trang bị một độ đo với độ đo toàn thể bằng 1 (nghĩa là P(Ω)=1).
Thành phần đầu, Ω (xem không gian mẫu), là một tập không rỗng, với các phần tử thường được biết như là các "kết quả" hay "trạng thái tự nhiên" (ví dụ trạng thái sấp hay ngửa của đồng tiền,...). Một trạng thái tự nhiên luôn tồn tại với một xác suất nào đó. Một phần tử của Ω thường được ký hiệu bởi ω.
Thành phần thứ hai, F, là một tập hợp mà các phần tử của nó được gọi là các sự kiện (event). Các sự kiện là các tập con của Ω. Tập F phải thỏa mãn một vài điều kiện, đặc biệt nó phải là một σ-đại số. Cùng với nhau, Ω và F tạo thành một không gian đo được. Một sự kiện là một tập hợp các kết quả hay trạng thái tự nhiên mà ta có thể xác định xác suất của nó.
Thành phần thứ ba, P, được gọi là "độ đo xác suất", hay "xác suất". Nó là một hàm số từ F vào tập số thực, cho tương ứng mỗi sự kiện với một xác suất có giá trị nằm giữa 0 và 1. Nó cần thỏa mãn các điều kiện, đó là nó phải là một độ đo và P(Ω)=1.
Các độ đo xác suất thường được viết đậm có gạch, ví dụ {\displaystyle \mathbb {P} } hay {\displaystyle \mathbb {Q} }. Khi chỉ có một độ đo xác suất được đề cập trong bài, nó thường được ký hiệu là Pr, nghĩa là "probability of...".

## Ví dụ
Ta tung một đồng tiền cân bằng, khi đó các kết quả là sấp (S) và ngửa (N). Các sự kiện là
- {S} sấp, xác suất là 0.5.
- {N} ngửa, xác suất là 0.5.
- { }=∅ không sấp cũng không ngửa, xác suất là 0.
- {S,N} sấp hoặc ngửa, chính là tập mẹ Ω, có xác suất là 1.

Nếu một số ngẫu nhiên Z được lấy theo phân phối chuẩn, thì tập hợp các kết quả là các số thực. Ta có thể lấy ví dụ về sự kiện như sự kiện Z là một số dương. Lưu ý không phải bất kỳ tập con nào của R cũng là các sự kiện. Ở đây, các sự kiện phải là các tập số thực đo được Lebesgue hoặc đo được Borel.
Điều này cho thấy không phải tất cả các tập kết quả đều nhất thiết là các sự kiện. Nếu Ω là một tập đếm được, thì sẽ không có vấn đề gì nếu lấy F là tập tất cả các tập con của Ω.

## Một vài khái niệm khác

### Biến ngẫu nhiên
Một biến ngẫu nhiên là một ánh xạ từ Ω đến một tập hợp khác, thông thường là tập các số thực. Đặc biệt, nó phải là một hàm đo được. Điều này có nghĩa là, ví dụ, nếu X là một biến ngẫu nhiên thực, thì tập hợp các kết quả sao cho X là dương, {ω∈Ω:X(ω)>0}, phải là một sự kiện.
Người ta thường tóm gọn cách viết {ω∈Ω:X(ω)>0} thành {X>0} và viết P(X>0) thay vì viết P({X>0}).

### Độc lập
Hai sự kiện, A và B được gọi là độc lập nếu P(A∩B)=P(A)P(B).
Hai biến ngẫu nhiên, X và Y, được gọi là độc lập nhau nếu bất kì sự kiện nào xác định bởi X là độc lập với mọi sự kiện xác định bởi Y. Một cách hình thức, chúng sinh ra các σ-đại số độc lập, trong đó hai σ-đại số G và H, là các tập con của F được gọi là độc lập nếu mọi phần tử của G là độc lập với mọi phần tử của H.
Khái niệm độc lập là nơi bắt nguồn của lý thuyết xác suất từ lý thuyết độ đo.

### Loại trừ lẫn nhau
Hai sự kiện, A và B được gọi là loại trừ lẫn nhau hay "rời rạc" nếu P(A∩B)=0. (yếu hơn khái niệm A∩B=∅, vốn là định nghĩa rời rạc của các tập hợp).
Nếu A và B là các sự kiện rời rạc nhau, thì P(A∪B)=P(A)+P(B). Điều này vẫn đúng cho một dãy (hữu hạn hoặc vô hạn đếm được) các sự kiện. Tuy nhiên, điều này không co nghĩa là xác suất của hợp không đếm được các sự kiện bằng tổng các xác suất. Ví dụ, nếu Z là một biến ngẫu nhiên phân phối bình thường, thì P(Z=x) bằng 0 với mọi x, nhưng P(Z là số thực)=1.
Sự kiện A∩B nghĩa là A và B, và sự kiện A∪B nghĩa là A hoặc B.